# Charitoleuca
Charitoleuca é um gênero de mariposa pertencente à família Acrolepiidae.